# Фальковский, Дмитрий Никанорович
Дми́трий (Дмитро́) Никано́рович Фалько́вский (урожд. Левчу́к; укр. Дмитро Никанорович Фальківський; бел. Дзмітрый Нічыпаравіч Фалькоўскі; 3 ноября 1898, д. Большие Лепесы около Кобрина — 17 декабря 1934) — украинский поэт, переводчик, писавший на украинском языке.

## Биография

### Ранние годы
Родился в крестьянской семье в деревне Большие Лепесы; отец — Никанор Васильевич Левчук, мать — Мария Герасимовна. Семья была бедной — отец работал на кирпичном заводе. Начальное образование получил в сельской школе. Продолжил образование в Кобринском реальном училище и Брест-Литовской гимназии. С 14 лет увлёкся литературой и начал писать стихи, любил народные песни и музыку Шопена, для игры произведений которого выучил нотную грамоту и купил дешёвое пианино. Гимназию не окончил, так как в 1915 году в ходе войны Брест был оккупирован немцами. Хорошо зная немецкий язык, Дмитро Фальковский проводил агитацию среди немецких солдат. Попал в лагерь, но смог бежать. В 1918 году окончил курсы украиноведения, которые проходили на территории Брестской крепости. Короткое время работал учителем в украинской школе в родной деревне.

### Подпольная и партийная деятельность
В сентябре 1918 года вступил в Кобринскую подпольную ячейку РКП(б), в ноябре 1918 году стал одним из инициаторов создания в Кобринском уезде партизанского отряда, который вёл боевые действия вплоть до разгрома польскими войсками весной 1919 года. В 1920—1923 годах работал в Чрезвычайной Комиссии (ВЧК) в Белоруссии, куда был принят благодаря гимназическому товарищу Ф. Федосюку, создавшему в Кобрине отряд советской милиции и отдел ЧубЧК. После «Чуда на Висле» части Красной Армии начали отступление, после чего Дмитрий Левчук оказался в Гомеле.

## Творчество
В 1923 году, заболев туберкулёзом, комиссовался и переехал в Киев, где женился на сибирячке Лилии Золотавиной. В том же году сменил фамилию на Фальковский. Наиболее вероятно, что новая фамилия была произведена от немецкого слова «falke», обозначающего «сокол». Возможно, имелась связь с немецким же словом «volk» — «народ». В Киеве Фальковский работал секретарем в редакции журнала «Кино» (1927—1933). Писал стихи, очерки, киносценарии, отзывы на фильмы, активно занимался переводами поэзии. Как поэт дебютировал на страницах Киевских изданий «Большевик», «Глобус» и «Червоний шлях». Известные произведения этого периода поэмы «Чекист», «Краском», «Селькор», «Іоган», «Тов. Гнат», «Чабан». Лирический герой этих произведений — бескомпромиссный боец революции, бунтарь.
Вскоре Фальковский приходит к переосмыслению своего творчества. В поэме «Чабан» (1925), сборниках «Обрії» (1927), «На пожарищі» (1928), «Полісся» (1931) на первую роль выходит образ родной земли, в них все более слышны полесские мотивы.
Работал с различными литературными объединениями Киева: «Гарт», «Плуг», «Ланка» (с 1926 года «МАРС»). На новом этапе творчества выражал глубокие сомнения в адекватности узкоклассового понимания «пролетарской культуры», пришёл к пониманию общечеловеческих культурных ценностей в литературе. Обвинялся критикой в декадентстве.
Написанное Фальковским стихотворение «Очерет мені був за колиску…», положенное на музыку, возможно, им самим, стало украинской народной песней и существует в нескольких вариантах.

## Репрессии и расстрел
1 декабря 1934 был убит Сергей Киров, официально было заявлено, что Киров стал жертвой заговорщиков — врагов СССР. Новая творческая позиция поэта пришлась явно не по месту. 14 декабря 1934 Фальковский, а также ряд других литераторов: Косынка, Влызько, Буревий, Р. Шевченко (всего 28 человек), обвинённые на выездной сессии Московской Военной коллегии Верховного Суда СССР под руководством Василия Ульриха «в организации подготовки террористических актов против деятелей советской власти…» и создании антисоветской подпольной организации «Объединение украинских националистов», были приговорены к смертной казни. Приговор был приведен в исполнение 17 декабря 1934 года. Прах поэта находится, вероятно, в братских захоронениях на Лукьяновском кладбище в Киеве. Реабилитирован в декабре 1957 года.

## Память
В 1998 году в деревне Большие Лепесы стараниями членов организации «Просвіта» Кобрина, Бреста и Малориты был открыт мемориальный знак поэту, а также в его честь была названа улица, на которой находился отчий дом поэта.